# 291

## Родени
- Иларион Велики, Православен светец